# 435 Ella
435 Ella eller 1898 DS är en asteroid i huvudbältet, som upptäcktes 11 september 1898 av de tyska astronomerna Max Wolf och Friedrich Karl Arnold Schwassmann i Heidelberg. Ursprunget till asteroidens namn är okänt.
Asteroiden har en diameter på ungefär 34 kilometer.